# 万安駅
万安駅（ばんあんえき）とは中華人民共和国北京市海淀区に位置する北京地下鉄西郊線の駅である。

## 駅構造
- 相対式ホーム2面2線を有する地上駅。

## 歴史
- 2017年12月30日 - 開業[1]。

## 隣の駅
北京地下鉄
■西郊線
茶棚駅 - 万安駅 - 植物園駅